# Kidman Way
Der Kidman Way ist eine wichtige Hauptverbindungsstraße durch das Zentrum des australischen Bundesstaates New South Wales. Er verbindet den Matilda Highway und den Mitchell Highway in Barringun an der Grenze nach Queensland mit dem Newell Highway nördlich von Jerilderie.

## Namensherkunft
Die Fernstraße wurde nach Sir Sidney Kidman, dem australischen „Rinderkönig“ und Menschenfreund, benannt. Kidman besaß eine große Zahl an Rinderzuchtstationen an dieser Straße, von denen viele heute noch seinen Nachfahren gehören.

## Verlauf
Der Kidman Way beginnt an der Grenze wischen Queensland und New South Wales in Barringun am Warrego River. Dort stellt er die Fortsetzung nach Süden des Matilda Highway dar. Gemeinsam mit dem Mitchell Highway (A71/R71) verläuft er die ersten 136 km nach Süden bis zum Darling River in Bourke, wo auch der Kamilaroi Highway (S29) endet.
Der Kidman Way führt von dort aus direkt nach Süden, während der Mitchell Highway nach Südosten abbiegt. Nach weiteren 161 km  durch flaches Weideland ist Cobar erreicht. Dort kreuzt der Kidman Way den Barrier Highway (R32) und führt weitere 220 km nach Süden, bevor er auch den Lachlan River und den Lachlan Valley Way trifft. Mit diesem gemeinsam zieht er 35 km nach Südwesten bis zur Stadt Hillston. Dort führt der Lachlan Valley Way weiter nach Südwesten, während der Kidman Way in einem weiten Bogen über Süden nach Südosten 110 km nach Griffith verläuft. Auf halbem Wege quert er dabei den Mid-Western Highway (R24). In Griffith trifft der Kidman Way auf den Burley Griffin Way (S94)
Von Griffith aus führt der Kidman Way erneut Richtung Süden und quert nach 38 km den Murrumbidgee River und den Sturt Highway (N20) im kleinen Ort Darlington Point. Die letzten 79 km führt er durch die Riverina weiter nach Süden und endet 15 km nördlich von Jerilderie am Newell Highway (N39), ca. 60 km nördlich des Murray River und der Grenze nach Victoria.

## Straßenzustand und Bedeutung
Der Kidman Way ist auf der gesamten Länge zweispurig ausgebaut und asphaltiert. So kann er Autofahrern, die nicht über ein Fahrzeug mit Allradantrieb verfügen, einen guten Einblick in das australische Outback vermitteln.
Zusammen mit dem Matilda Highway, der Queensland bis nach Normanton am Golf von Carpentaria durchquert, ist der Kidman Way eine wichtige Route für die Viehtransporte aus Weidegründen im westlichen Queensland und im zentralen New South Wales zu den Märkten und Häfen in Adelaide, Melbourne und Sydney.